# Хауэр, Йозеф Маттиас
Йозеф Маттиас Хауэр (нем. Josef Matthias Hauer; 19 марта 1883, Винер-Нойштадт — 22 сентября 1959, Вена) — австрийский композитор и музыкальный теоретик.

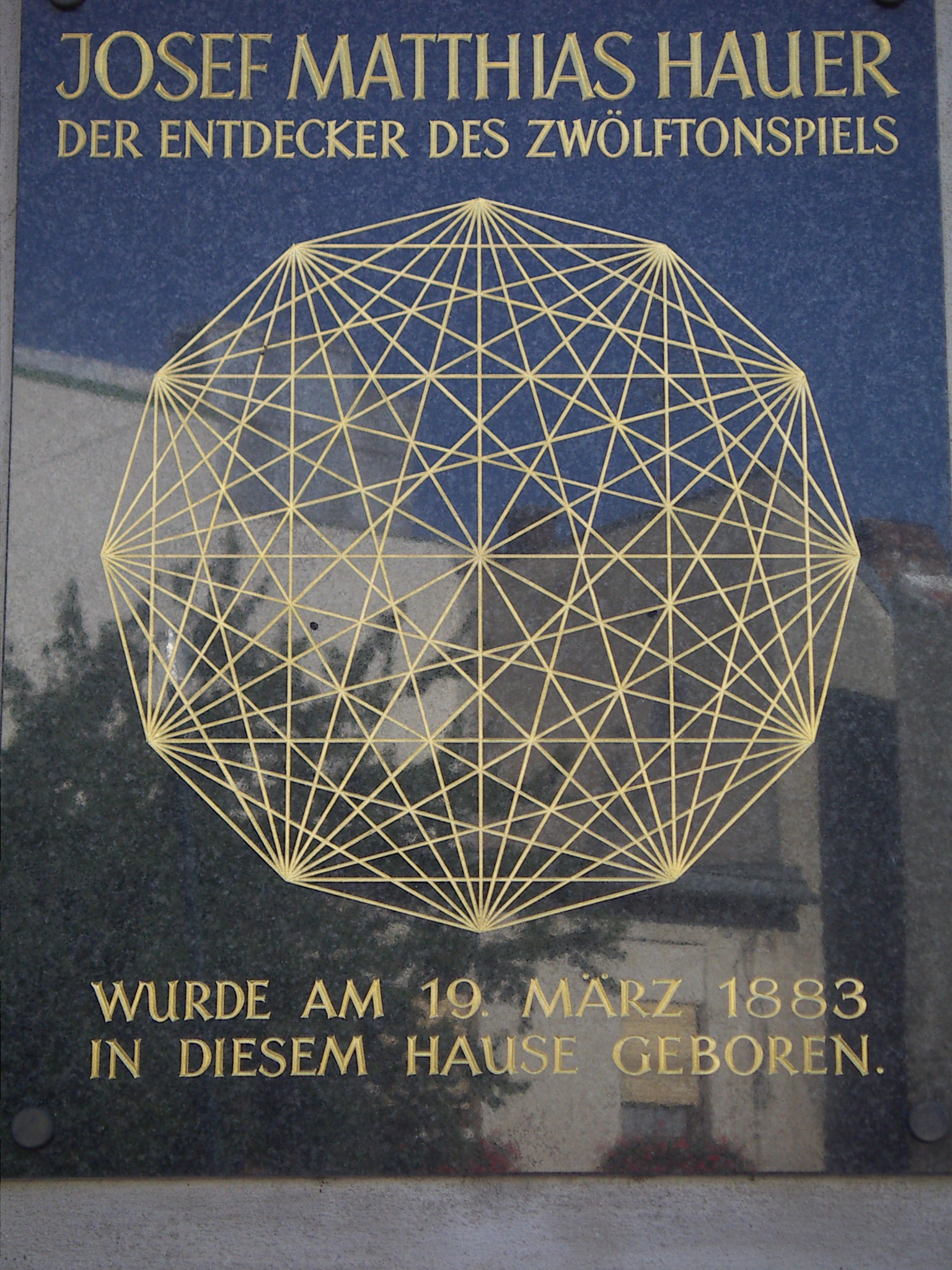
Памятная доска на родном доме Йозефа Хауэра

## Биография
Йозеф Хауэр родился в Винер-Нойштадте 19 марта 1883 года в семье тюремного надзирателя Маттиаса Хауэра.
С 1897 года он учился в педагогическом колледже в Винер-Нойштадте. Там он получил уроки игры на фортепиано, органе, виолончели и пении, а также изучил теорию музыки. В 1902 году он стал учителем начальной школы в Крумбахе, а в 1904 году — в Винер-Нойштадте. Он также работал органистом, руководителем хора и виолончелистом в струнном квартете и, сдав государственные экзамены, получил право на уроки музыки в средних школах. В 1914 году его призвали в армию, из которой он демобилизовался в 1918 году.
В 1918 году он издал свою первую работу по теории музыки (теории тембра). Хауэр плодотворно сочинял как музыкальные произведения, так и теоретические работы, описывающие его метод. В 1935 году Геббельс запретил его деятельность в Германии, а в 1938 году его музыка была причислена нацистами к «дегенеративному искусству». Оставаясь в Австрии все военные годы, он проявил осторожность, не издавая ничего; но и после войны Хауэр, написавший несколько сотен произведений, издавал их очень мало.
С 1953 по 1959 год в Вене действовал «Австрийский семинар двенадцатитоновой музыки», руководил которым Йоханнес Швигер (1892—1970) и активными деятелями были Виктор Соколовский (1911—1982) и Николай Феодоров (1931—2011).
Умер в Вене 22 сентября 1959 года.

## Творчество
С 1912 года независимо от Шёнберга он начал разрабатывать 12-тоновую систему композиции (додекафония) музыки на основе так называемого учения о тропах — 44 шестизвучных группах, составляющих мелодико-гармоническую основу произведений. Хауэр никак не комментировал своё решение остановиться именно на 44 тропах, так что нигде в его теоретических изысканиях не удаётся найти этому объяснения. Некоторые современные музыковеды приводят на этот счёт достаточно оригинальное соображение: известно, что второй страстью Хауэра была история древнего Китая, в котором в определённый период его развития насчитывалось 44 провинции; именно этот факт вроде бы и сыграл ключевую роль в создании учения о тропах.
Учение Хауэра, последовательно развитое им в ряде трудов, теоретически и практически разрушало понятие лада, уничтожая тональные функции отдельных созвучий.
Ранние произведения написаны под влиянием атональной музыки Шёнберга. После «Nomos», опус 19 (август 1919), считающийся первой 12-тоновой композицией, применял только технику тропов, стремясь к созданию «универсального» музыкального языка, понимавшегося им как «космическая игра с 12 тонами». В третьей творческой фазе (с 1940 до его смерти в 1959 году) композитор писал только лишь «12-тоновые композиции», числом в несколько сотен. Творчество Хауэра получило признание в 1960-х годах. Также создал звукоцветовую концепцию мелоса, не оценённую критикой.
В своей музыке часто обращался к сочинениям Гёльдерлина.

## Исполнители
В премьерных исполнениях сочинений Хауэра принимали участие такие дирижёры, как Герман Шерхен (кантата Превращения, Скрипичный концерт, ор. 54), Отто Клемперер (опера Саламбо), Михаэль Гилен (опера Чёрный паук), Ханс Росбауд (кантата Человеческий путь).

## Ученики
Среди учеников Хауэра — Отмар Штайнбауэр, Герман Хайсс, Фридрих Церха, Рене Клеменчич.

## Признание
Музыкальная премия г. Вены (1954), Большая государственная премия Австрии за музыку (1955). Он изображен на австрийской почтовой марке 1983 года. В 1977 году в его честь была названа музыкальная школа в Винер-Нойштадте. 

## Семья
В 1907 году женился на Леопольдине Хениг (?—1934). В браке родилось трое детей: Марта, Бруно и Элизабет. 